# Иван Трайчев
Иван Трайчев Радев – Гулето или Йонче Трайков е български революционер, ресенски селски войвода от Вътрешната македоно-одринска революционна организация.

## Биография
Иван Трайчев е роден през 1880 година в ресенското село Горно Круше, тогава в Османската империя. Негов брат е войводата Кръсте Трайков. Иван Трайчев се присъединява към ВМОРО и през Илинденско-Преображенското въстание е войвода на селската чета от Горно Круше. През 1904 година става четник при Спиро Олчев. Загива на 3 февруари 1905 година заедно с войводата Геро Ресенски в Кривени. За него Спиро Олчев оставя спомен: „За Йонче Трайчев (Гулето) от с. Круше, Ресенско“.